# Weberbauera imbricatifolia
Weberbauera imbricatifolia är en korsblommig växtart som först beskrevs av François Marius Barnéoud, och fick sitt nu gällande namn av Al-shehbaz. Weberbauera imbricatifolia ingår i släktet Weberbauera och familjen korsblommiga växter. Inga underarter finns listade i Catalogue of Life.